# Deep Forest (album Deep Forest)
Deep Forest è il primo album in studio dei Deep Forest. Pubblicato nel 1992 ha venduto oltre 3 milioni di copie.
L'album è stato nominato ai Grammy Awards nella categoria Best World Music Album nel 1994
L'album è stato disco di platino negli USA, in Francia e in Nuova Zelanda; doppio platino in Australia e in Grecia; disco d'oro nel Regno Unito e in Norvegia.

## Tracce
Tutte le canzoni sono state scritte da Eric Mouquet e Michel Sanchez, ad eccezione dove indicato
1. "Deep Forest" – 5:34
2. "Sweet Lullaby" – 3:53
3. "Hunting" – 3:27
4. "Night Bird" – 4:18
5. "The First Twilight" (Cooky Cue, Mouquet, Sanchez) – 3:18
6. "Savana Dance" – 4:25
7. "Desert Walk" – 5:14
8. "White Whisper" – 5:45
9. "The Second Twilight" (Cue, Mouquet, Sanchez) – 1:24
10. "Sweet Lullaby (Ambient Mix)" – 3:41
11. "Forest Hymn" – 5:50

## Componenti
- Eric Mouquet – arrangiamenti, Tastiera, e programmazione
- Michel Sanchez – arrangiamenti, Tastiera, e programmazione
- Cooky Cue – Tastiera e programmazione in "Savana Dance"
- Michd Villain – voce

## Classifica

### Album
- UK – numero 15
- USA Billboard 200 – numero 59

### Singles
USA
- 1993 "Sweet Lullaby" Hot Dance Music/Club Play – numero 6
- 1993 "Sweet Lullaby" Hot Dance Music/Maxi-Singles Sales – numero 4
- 1993 "Sweet Lullaby" Modern Rock Tracks – numero 14
- 1994 "Deep Forest" Hot Dance Music/Club Play – numero 4
- 1994 "Sweet Lullaby" The Billboard Hot 100 – numero 78

UK
- "Sweet Lullaby" – numero 10
- "Deep Forest" – numero 20
- "Savana Dance" – numero 28